# Chính sách thị thực của Hàn Quốc

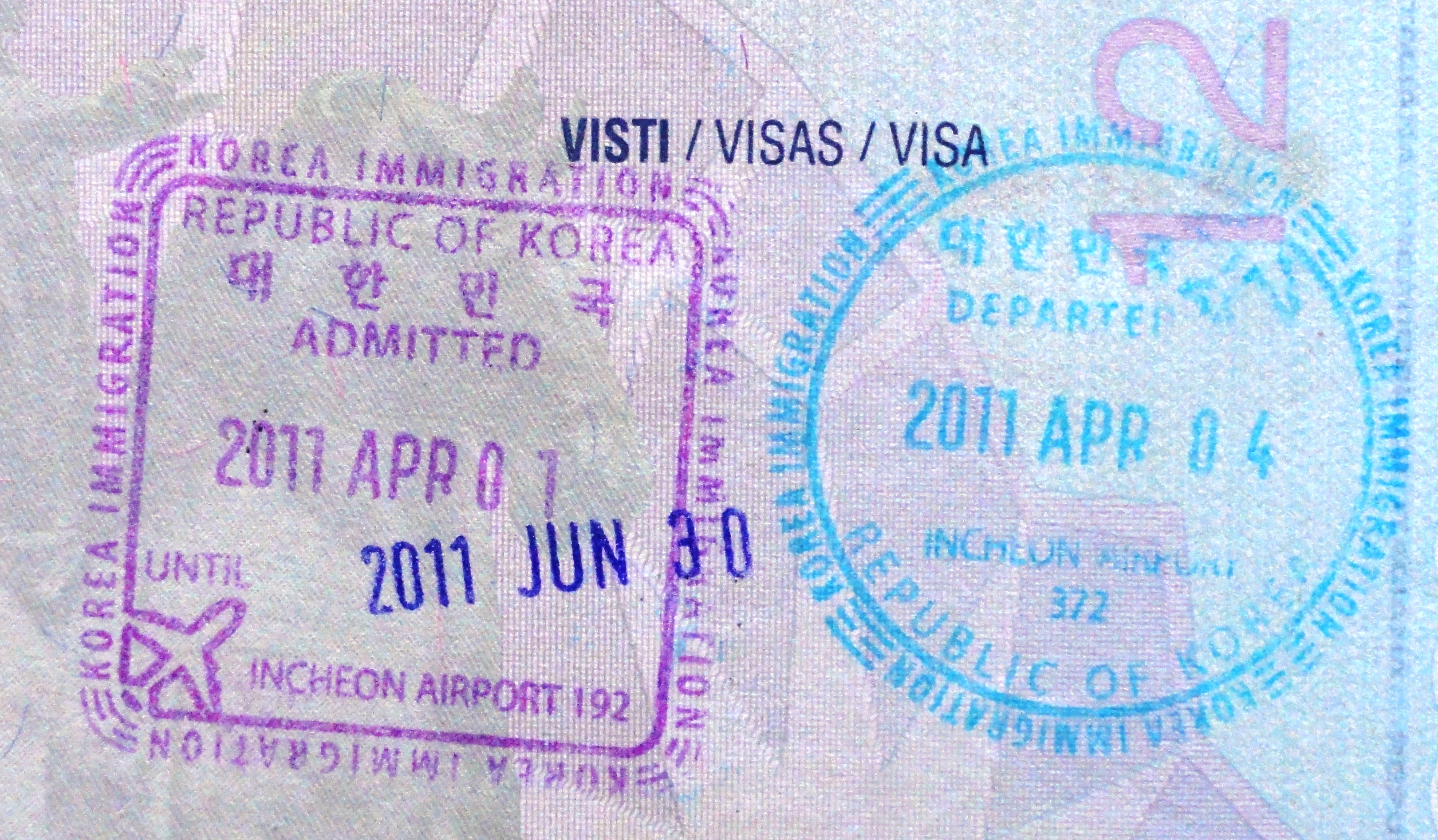
Dấu hộ chiếu Hàn Quốc

Hàn Quốc duy trì danh sách thỏa thuận miễn thị thực và danh sách miễn thị thực với các quốc gia không bao gồm trong danh sách yêu cầu thị thực đến nước này. Ngoài ra, người nước ngoài muốn tham gia vào một số hoạt động như công việc ngoại giao, làm việc tốt, học hoặc cư trú phải xin loại thị thực thích hợp trước khi tham gia hoạt động đó trong nước này.

## Bản đồ chính sách thị thực

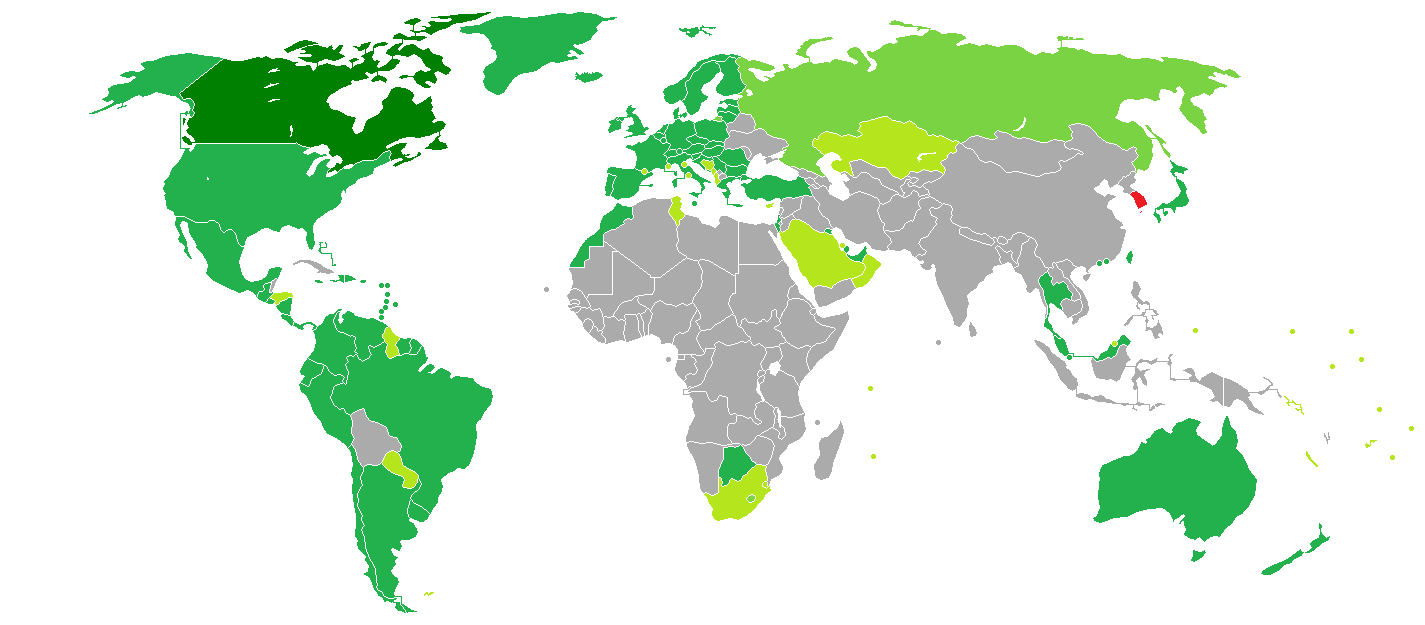
Chính sách thị thực Hàn Quốc
Hàn Quốc
Miễn thị thực - 180 ngày
Miễn thị thực - 90 ngày
Miễn thị thực - 60 ngày
Miễn thị thực - 30 ngày
Cần xin thị thực

## Miễn thị thực
Người sở hữu hộ chiếu được cấp bởi 117 quyền lực pháp lý sau không cần thị thực để đến Hàn Quốc lên đến giới hạn được liệt kê dưới đây:
| - Công dân Eu (trừ Cộng hòa Síp và Bồ Đào Nha)1 2 - Antigua và Barbuda - Úc - Bahamas - Barbados - Brazil - Chile - Colombia - Costa Rica - Dominica - Dominican Republic - Ecuador - El Salvador - Grenada - Guatemala - Haiti | - Hồng Kông - Iceland - Israel - Jamaica - Nhật Bản - Kuwait - Liberia - Liechtenstein - Ma Cao - Malaysia - México - Morocco - New Zealand - Nicaragua - Na Uy - Panama | - Peru - Saint Kitts và Nevis - Saint Lucia - Saint Vincent và Grenadines - Serbia - Singapore - Suriname - Thụy Sĩ - Đài Loan - Thái Lan - Trinidad và Tobago - Thổ Nhĩ Kỳ - Các Tiểu vương quốc Ả Rập Thống nhất - Hoa Kỳ - Uruguay - Venezuela |

| - Albania - Andorra - Argentina - Bahrain - Bosnia và Herzegovina - Brunei - Síp - Ai Cập - Fiji - Guyana - Honduras - Kazakhstan | - Kiribati - Quần đảo Marshall - Mauritius - Micronesia - Monaco - Montenegro - Nauru - New Caledonia3 - Oman - Palau - Paraguay - Qatar | - Samoa - San Marino - Ả Rập Saudi - Seychelles - Quần đảo Solomon - Nam Phi - Swaziland - Tonga - Tunisia - Tuvalu - Vatican City |

### Chính sách đặc biệt
Nếu bay đến đảo Jeju qua Seoul, Busan, Cheongju, Muan và Yangyang, công dân của  Trung Quốc mà đang là một phần của một nhóm du khách với đại lý du lịch được ủy quyền có thể ở lại Hàn Quốc lên đến 5 ngày. Họ có thể loại đảo Jeju trong vòng 15 ngày.

## Hộ chiếu không phổ thông

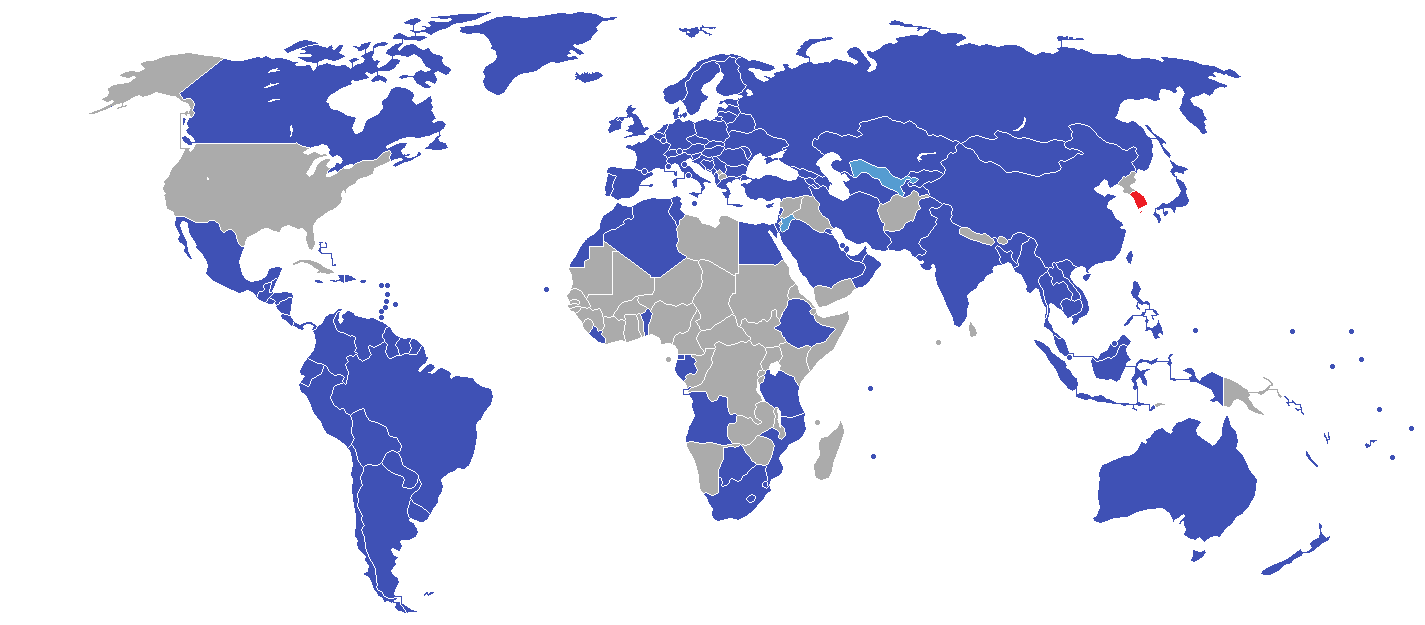
Hàn Quốc
Miễn thị thực đối với hộ chiếu ngoại giao và công vụ
Miễn thị thực đối với hộ chiếu ngoại giao

Người sở hữu hộ chiếu ngoại giao và hộ chiếu công vụ của các nước sau có thể đến mà không cần thị thực:
| - Algeria D O - Angola D O - Armenia D O - Azerbaijan D O - Bangladesh D O - Belarus D O - Belize D O - Benin D O - Bolivia D O - Campuchia D O - Trung Quốc D O - Indonesia D O | - Iran D O - Kyrgyzstan D O - Lào D O - Liban D O - Moldova D O - Mông Cổ D O - Myanmar D O - Pakistan D O - Philippines D O - Tajikistan D O - Turkmenistan D - Uzbekistan D |  |

D: hộ chiếu ngoại giao

O: hộ chiếu công vụ
Người sở hữu hộ chiếu ngoại giao và công vụ của các nước sau có thể có thị thực dài hơn so với hộ chiếu phổ thông:
| - Áo: 180 ngày - Argentina: 90 ngày - Síp: 90 ngày - Ai Cập: 90 ngày - Kazakhstan: 90 ngày - Paraguay: 90 ngày - Nga: 90 ngày |

Ngoài ra, người sở hữu giấy thông hành được cấp bởi  Liên Hợp Quốc được miễn thị thực 30 ngày.

## Quá cảnh
Nói chung, du khách quá cảnh không cần thị thực ở Hàn Quốc trong vòng ít hơn 24 giờ (với sân bay Incheon) hoặc khi xuất phát vào cùng ngày (với tất cả sân bay khác) miễn là họ vẫn ở trong khu vực quá cảnh.
Tuy nhiên công dân của các nước sau phải có thị thực để quá cảnh:
| - Sudan - Syria |

## Đảo Jeju
Tất cả những người sở hữu hộ chiếu phổ thông trừ các nước sau có thể ở lại 30 ngày không cần thị thực ở tỉnh Jeju.
| - Afghanistan - Cuba - Ghana - Iran - Iraq - Kosovo | - Macedonia - Nigeria - Palestine - Sudan - Syria |  |

Tuy nhiên, các quốc gia được nhắc đến ở trên có thể được miễn nếu có giấy mời được cấp bởi Cơ quan Nhập cư đảo Jeju, hoặc trước đây đã đến Hàn Quốc 3 lần từ năm 1996 hoặc từ năm 2006 nếu có giấy phép cư trú vĩnh viễn được cấp bởi Úc, Canada, New Zealand hoặc Hoa Kỳ.

## Thẻ đi lại doanh nhân APEC
Người sở hữu hộ chiếu cấp bởi các nước sau mà sở hữu thẻ đi lại doanh nhân APEC (ABTC) có mã "KOR" ngược trên đó có thể đến Hàn Quốc công tác lên đến 90 ngày.
ABTC được cấp cho các quốc gia:
| - Úc - Brunei - Chile - Trung Quốc - Hồng Kông - Indonesia - Nhật Bản - Malaysia - México | - New Zealand - Papua New Guinea - Peru - Philippines - Nga - Singapore - Đài Loan - Thái Lan |  |

## Thống kê du khách
Hầu hết du khách đến Hàn Quốc đến từ các quốc gia sau:
| Quốc gia/Vùng lãnh thổ | 2017       | 2016       | 2015       | 2014       | 2013       |
| ---------------------- | ---------- | ---------- | ---------- | ---------- | ---------- |
| Trung Quốc             | 4.169.353  | 8.067.722  | 5.894.170  | 6.126.865  | 4.326.869  |
| Nhật Bản               | 2.311.447  | 2.297.893  | 1.837.782  | 2.280.434  | 2.747.750  |
| Hoa Kỳ                 | 868.881    | 866.186    | 767.613    | 770.305    | 722.315    |
| Đài Loan               | 925.616    | 833.465    | 518.190    | 643.683    | 544.662    |
| Hồng Kông              | 658.031    | 650.676    | 523.427    | 558.377    | 400.435    |
| Philippines            | 448.702    | 556.745    | 403.622    | 434.951    | 400.786    |
| Thái Lan               | 498.511    | 470.107    | 371.769    | 466.783    | 372.878    |
| Malaysia               | 307.641    | 311.254    | 223.350    | 244.520    | 207.727    |
| Indonesia              | 230.837    | 295.461    | 193.590    | 208.329    | 189.189    |
| Việt Nam               | 324.740    | 251.402    | 162.765    | 141.504    | 117.070    |
| Tổng                   | 13.335.758 | 17.241.823 | 13.231.651 | 14.201.516 | 12.175.550 |